# 村山卓
村山 卓（むらやま たかし、1972年（昭和47年）11月26日 - ）は、日本の政治家。金沢市長（1期）。自由民主党金沢支部最高顧問。

## 来歴
東京都出身。1991年（平成3年）麻布中学校・高等学校卒、1996年（平成8年）慶應義塾大学総合政策学部卒。同年自治省（現：総務省）に入る。岩手県市町振興課勤務。2002年（平成14年）仙台市環境局環境都市推進課長兼経済局産学連携推進課長。2005年（平成17年）総務省総合通信基盤局データ通信課課長補佐。2007年（平成19年）同省消防庁国民保護、防災部参事官補佐、総務副大臣秘書官。2008年（平成20年）同省自治行政局市町村課個人情報保護専門官。2009年（平成21年）愛媛県総務部市町振興課長。2011年（平成23年）総務省自治財政局公営企業課理事官。2012年（平成24年）川崎市財政部長。2014年（平成26年）香川大学大学院地域マネジメント研究科教授。2017年（平成29年）総務省情報公開、個人情報保護審査会審査官。2018年（平成30年）防衛省防衛政策局日米防衛協力課企画官。2019年（平成31年）金沢市副市長。
2022年（令和4年）、金沢市長山野之義の石川県知事選挙立候補による辞職に伴い3月13日に行われた市長選に自由民主党石川県連金沢支部が無所属で擁立する形で立候補。自民、公明両党が支援して前市議ら4人を破って初当選を果たした。
※当日有権者数：372,581人 最終投票率：55.95%（前回比：31.03pts）
| 候補者名   | 年齢 | 所属党派 | 新旧別 | 得票数   | 得票率 | 推薦・支持                       |
| ---------- | ---- | -------- | ------ | -------- | ------ | -------------------------------- |
| 村山卓     | 49   | 無所属   | 新     | 79,496票 | 39.7%  | （推薦）自民・公明党金沢市総支部 |
| 小間井大祐 | 39   | 無所属   | 新     | 48,029票 | 24.0%  |                                  |
| 永井三岐子 | 63   | 無所属   | 新     | 35,562票 | 17.8%  |                                  |
| 森一敏     | 65   | 無所属   | 新     | 26,285票 | 13.1%  | （推薦）立憲・社民               |
| 中内晃子   | 49   | 無所属   | 新     | 10,953票 | 5.5%   | （推薦）共産                     |